# (1323) Tugela
(1323) Tugela ist ein Asteroid des Hauptgürtels, der am 19. Mai 1934 vom südafrikanischen Astronomen Cyril V. Jackson in Johannesburg entdeckt wurde.
Der Asteroid ist nach dem Fluss Tugela in der südafrikanischen Provinz KwaZulu-Natal benannt.